# Scott Allen
Scott Allen (Morristown, 29 agosto 1948) è un attore, cantante e ballerino statunitense.
È noto soprattutto per aver recitato in A Chorus Line nel ruolo di Roy: nell'Off Broadway e a Broadway (1975) e nel tour statunitense (1976). Nel 1978 torna a Broadway con King of the Hearts.